# Монте-Серено
Монте-Серено (англ. Monte Sereno) — небольшой город в округе Санта-Клара штата Калифорния, США. Является спальным районом Кремниевой долины, представляет собой полностью жилую зону, без коммерческой застройки, и на 99 % состоит из домов на одну семью.
На 2010 год население города составляло 3,341 человек.
Площадь города составляет 4,1 кв. км. Через город проходит автомобильная дорога Саратога-Лос Гатос (California State Route 9).
Город расположен у подножья горного хребта Санта Круз, в 16 километрах к юго-западу от города Сан-Хосе, на северо-западе граничит с городом Лос-Гатос, и на юге с городом Саратога.
Город не имеет собственный почтовый индекс, и делит его с городом Лос Гатос. Большинство муниципальных функций выполняются также городом Лос Гатос.
Название города произошло от исп. monte — гора, и sereno — безмятежный, по названию горы Эль-Серено, на склоне которой расположена южная часть города.

## Население
По переписи населения 2000 года население города составляло 3,483 человек.
По переписи населения 2010 года население города составляло 3,341 человек.
Расовый состав: 2698 (80,8 %) жителей белые, 14 (0,4 %) — афроамериканцы, 464 (13,9 %) азиаты, испанцы и латиноамериканцы — 162 (4,8 %) человека.
3030 человек (90,7 % населения) проживает в собственных домах, 311 человек (9,3 %) снимают жильё.

## Известные жители
- С 1936 по 1938 год в городе проживал американский писатель Джон Стейнбек, здесь он написал роман «Гроздья гнева» и повесть «О мышах и людях». Дом писателя является достопримечательностью города.
- В городе проживал Нил Кэссиди — одна из важнейших фигур поколения битников 50-х годов.
- В последние годы своей жизни в городе жил художник Томас Кинкейд.